# Coppa del Lussemburgo di pallamano maschile
La Coupe de Luxembourg è la coppa nazionale lussemburghese; è organizzata dalla Fédération Luxembourgeoise de Handball, la federazione lussemburghese di pallamano.

La prima stagione si disputò nel 1947; dall'origine a tutto il 2012 si sono tenute 64 edizioni del torneo.

La squadra che vanta il maggior numero di campionati vinti è l'HB Dudelange con 17 titoli (l'ultimo nel 1999); l'attuale squadra campione in carica è Handball Esch.
HC Shifflingen
Handball Echternach

## Albo d'oro
| Edizione | Vincitore           |
| -------- | ------------------- |
| 1948-49  | La Fraternelle Esch |
| 1949-50  | Eschois Fola        |
| 1950-51  | Eschois Fola        |
| 1951-52  | Eschois Fola        |
| 1952-53  | Eschois Fola        |
| 1953-54  | Eschois Fola        |
| 1954-55  | Eschois Fola        |
| 1955-56  | Dudelange           |
| 1956-57  | La Fraternelle Esch |
| 1957-58  | Dudelange           |
| 1958-59  | Dudelange           |
| 1959-60  | Eschois Fola        |
| 1960-61  | Eschois Fola        |
| 1961-62  | Dudelange           |
| 1962-63  | Eschois Fola        |
| 1963-64  | Dudelange           |
| 1964-65  | Eschois Fola        |
| 1965-66  | Dudelange           |
| 1966-67  | Dudelange           |
| 1967-68  | Dudelange           |
| 1968-69  | Dudelange           |
| 1969-70  | Dudelange           |
| 1970-71  | Eschois Fola        |
| 1971-72  | Dudelange           |
| 1972-73  | Dudelange           |

| Edizione | Vincitore              |
| -------- | ---------------------- |
| 1973-74  | Eschois Fola           |
| 1974-75  | Eschois Fola           |
| 1975-76  | Red Boys Differdange   |
| 1976-77  | Dudelange              |
| 1977-78  | Eschois Fola           |
| 1978-79  | Dudelange              |
| 1979-80  | Berchem                |
| 1980-81  | Dudelange              |
| 1981-82  | Eschois Fola           |
| 1982-83  | Berchem                |
| 1983-84  | Eschois Fola           |
| 1984-85  | Dudelange              |
| 1985-86  | Dudelange              |
| 1986-87  | HB Pétange             |
| 1987-88  | Dudelange              |
| 1988-89  | Red Boys Differdange   |
| 1989-90  | CHEV Handball Diekirch |
| 1990-91  | Dudelange              |
| 1991-92  | HB Echternach          |
| 1992-93  | La Fraternelle Esch    |
| 1993-94  | Berchem                |
| 1994-95  | La Fraternelle Esch    |
| 1995-96  | La Fraternelle Esch    |
| 1996-97  | Berchem                |
| 1997-98  | La Fraternelle Esch    |

| Edizione | Vincitore           |
| -------- | ------------------- |
| 1998-99  | Dudelange           |
| 1999-00  | La Fraternelle Esch |
| 2000-01  | La Fraternelle Esch |
| 2001-02  | Esch                |
| 2002-03  | Berchem             |
| 2003-04  | Käerjeng            |
| 2004-05  | Berchem             |
| 2005-06  | Esch                |
| 2006-07  | Berchem             |
| 2007-08  | Käerjeng            |
| 2008-09  | Berchem             |
| 2009-10  | Berchem             |
| 2010-11  | Esch                |
| 2011-12  | Esch                |
| 2012-13  | Dudelange           |
| 2013-14  | Esch                |
| 2014-15  | Käerjeng            |
| 2015-16  | Käerjeng            |
| 2016-17  | Esch                |
| 2017-18  | Berchem             |
| 2018-19  | Esch                |
| 2019-20  | Esch                |

## Riepilogo vittorie per club
| Numero | Club                   | Anni |
| ------ | ---------------------- | --- |
| 21     | Dudelange              | 1955-56, 1957-58, 1958-59, 1961-62, 1963-64, 1965-66, 1966-67, 1967-68, 1968-69, 1969-70 1971-72, 1972-73, 1976-77, 1978-79, 1980-81, 1984-85, 1985-86, 1987-88, 1990-91, 1998-99 2012-13 |
| 16     | Eschois Fola           | 1949-50, 1950-51, 1951-52, 1952-53, 1953-54, 1954-55, 1959-60, 1960-61, 1962-63, 1964-65 1970-71, 1973-74, 1974-75, 1977-78, 1981-82, 1983-84                                             |
| 10     | Berchem                | 1979-80, 1982-83, 1993-94, 1996-97, 2002-03, 2004-05, 2006-07, 2008-09, 2009-10, 2017-18                                                                                                  |
| 8      | La Fraternelle Esch    | 1948-49, 1956-57, 1992-93, 1994-95, 1995-96, 1997-98, 1999-00, 2000-01 |
| 8      | Esch                   | 2001-02, 2005-06, 2010-11, 2011-12, 2013-14, 2016-17, 2018-19, 2019-20 |
| 4      | Käerjeng               | 2003-04, 2007-08, 2014-15, 2015-16 |
| 2      | Red Boys Differdange   | 1975-76, 1988-89 |
| 1      | HB Echternach          | 1991-92 |
| 1      | CHEV Handball Diekirch | 1989-90 |
| 1      | HB Pétange             | 1986-87 |